# 南区 (横浜市)
南区（みなみく）は、横浜市を構成する18行政区のうちの一つである。
18区の中で人口密度が最も高く、2位の西区（15,394人/km2）に大きく差をつけている。西区に次いで、2番目に面積が小さい。
人口は、横浜市の中心部として緩やかな上昇をしている。2025年5月の推計人口で、20万人を1969年の分区以来、はじめて超えた（200,121人）。

## 地理

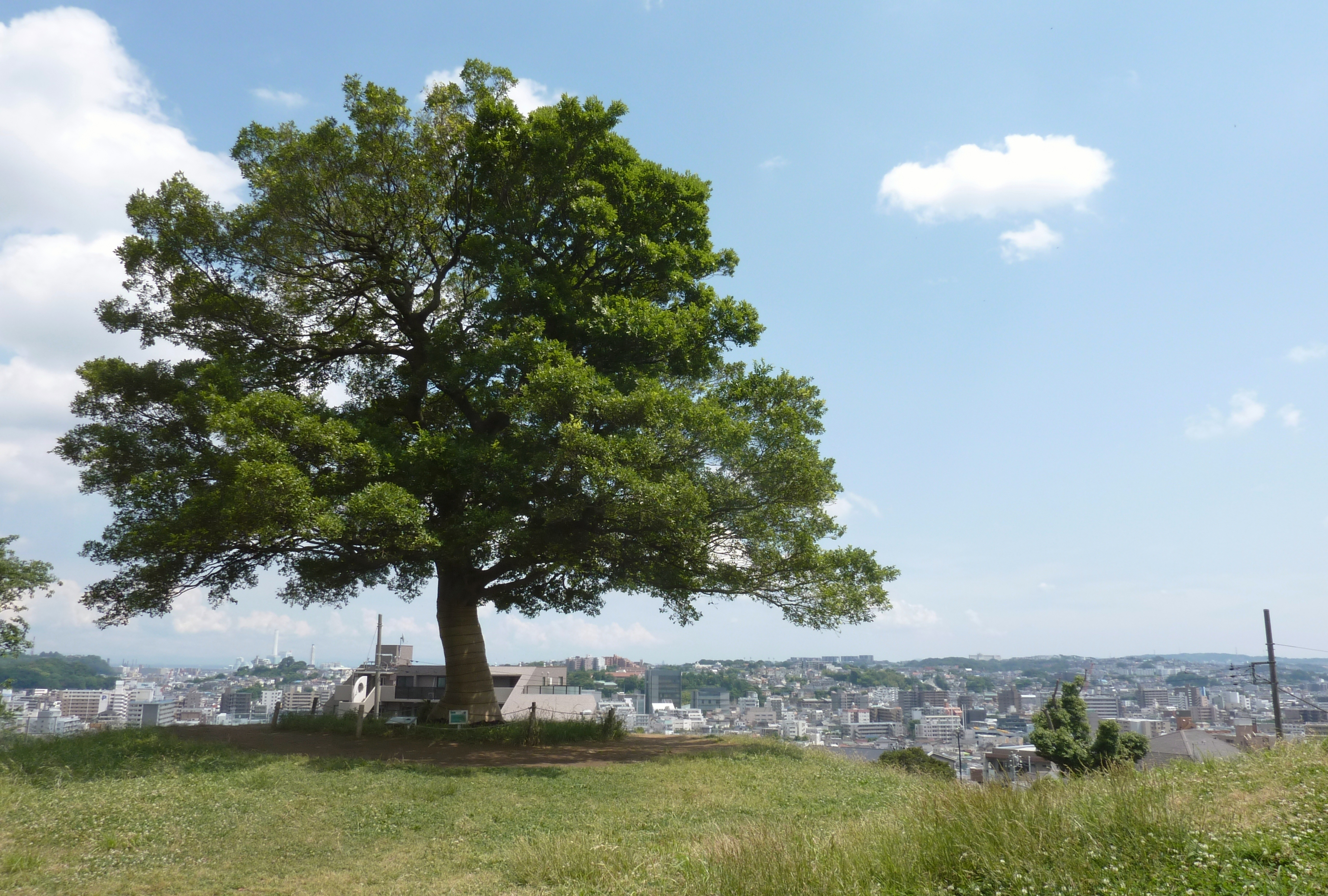
清水ケ丘公園から望む南区

区の中央部を京浜急行電鉄、鎌倉街道（神奈川県道21号横浜鎌倉線）が南北に縦断して通っている。そして鎌倉街道の地下には平行して横浜市営地下鉄ブルーラインが通っている。
鎌倉街道に平行するように大岡川と途中で分流する中村川が流れており、さらに磯子区へ流れる堀割川も分流する。大岡川沿岸部は「大岡川プロムナード」として整備されており、桜の名所でもあり、春になると多くのサクラが咲き誇っている。「大岡川プロムナード」は、昭和62年度国土交通省手づくり郷土賞（ふれあいの並木道）受賞。
北部には首都高速道路狩場線、西部には横浜横須賀道路が走っており、幹線道路周辺では大きなビルやマンションが建ち並ぶがそれ以外のところでは大半が住宅地である。丘陵地、台地が広がっている。(最高地点は、約91m - 永田山王台)
南部にある弘明寺は横浜市の寺としては最古の寺であり、弘明寺観音とも呼ばれる。かつて真葛焼の窯場があった。
清水ケ丘公園は横浜高等商業学校、横浜国立大学教育学部附属横浜中学校は横浜高等工業学校（横浜国大工学部）の跡地である。

## 歴史
- 三浦氏一族の平子氏が、堀の内一帯に居住、菩提寺の宝生寺は1171年創建。同寺保管の古文書の中に、「横浜」の地名が出てくる最も古い嘉吉2年（1442年）の文書がある。
- 現在の横浜英和学院一帯に奥州吉良氏の一族・吉良頼康が住し、「蒔田殿」と呼ばれた。
- 1863年 - 井土ヶ谷事件が起こる。
- 1873年5月1日 - 区番組制により、太田村が第1区4番組、吉田新田が第1区5番組、中村が第1区6番組、井土ヶ谷村、永田村、引越村、弘明寺村、中里村、別所村が第2区1番組、蒔田村、堀之内村、下大岡村が第2区2番組にそれぞれ編入される。
- 1874年6月14日 - 大区小区制により、吉田新田が第1大区1小区、大田村が第1大区2小区、中村が第1大区5小区、永田村、引越村、中里村、弘明寺村、別所村が第2大区2小区、下大岡村、井土ヶ谷村、蒔田村、堀之内村が第2大区3小区にそれぞれ編入される。
- 1878年12月1日 - 郡区町村編制法により、大区小区を廃して久良岐郡並びに町村を復活。
- 1889年4月1日 - 町村制施行に伴い、久良岐郡戸太村（太田村、吉田新田と戸部村、平沼新田、尾張屋新田）、中村、大岡川村（井土ヶ谷村、蒔田村、弘明寺村、堀之内村、下大岡村、永田村、引越村、中里村、別所村と上大岡村、最戸村、久保村）が誕生。
- 1895年7月1日 - 久良岐郡戸太村が町制を施行し、戸太町となる。
- 1901年4月1日 - 久良岐郡戸太町、中村が横浜市に編入。
- 1911年4月1日 - 久良岐郡大岡川村の一部が横浜市に編入。
- 1927年4月1日 - 久良岐郡大岡川村の残部、日下村（現在の港南区・磯子区）が横浜市に編入。
- 1927年10月1日 - 区制施行に伴い中区になる。
- 1936年10月1日 - 鎌倉郡永野村（現在の六ツ川四丁目と港南区）を編入。
- 1943年12月1日 - 戦時配給制度の手続の軽減を図るため、寿・大岡両警察署管内の各町を中区から分離して南区が誕生。
- 1969年10月1日 - 南区の南部（港南支所管内）を港南区として分離。ただし下永谷町字山谷の大部分は六ツ川四丁目と改称し、南区に残留。
- 2004年4月　　 - 神奈川県立大岡高等学校と神奈川県立清水ヶ丘高等学校が統合され、神奈川県立横浜清陵総合高等学校となる。
- 2008年4月　　 - 神奈川県立外語短期大学付属高等学校と神奈川県立六ツ川高等学校が統合され、神奈川県立横浜国際高等学校となる。
- 2016年2月5日 - 花之木町にある総合庁舎が、移転に伴い業務終了。
- 2016年2月8日 - 浦舟町総合新庁舎に移転。業務開始。

### 区名の由来
1943年（昭和18年）11月30日までは横浜市の中心地ともいえる中区であった。その中区から分離した際に中区の南にあることから命名された。

### 補足
1. ^現在の南区東部（町村制施行前の堀之内村、蒔田村、井土ヶ谷村、弘明寺村、下大岡村）
2. ^現在の南区西部（町村制施行前の永田村、引越村、中里村、別所村）、港南区（町村制施行前の上大岡村、最戸村、久保村）

## 人口
- 1945年　 91,870
- 1947年　118,578
- 1950年　142,763
- 1955年　171,525
- 1960年　194,558
- 1965年　248,108
- 1970年　193,221
- 1975年　198,187
- 1980年　192,020
- 1985年　191,578
- 1990年　194,617
- 1995年　192,518
- 2000年　195,242
- 2005年　196,822
- 2010年　196,153
- 2015年　194,827
- 2020年　198,157

## 町名
南区内では、一部の町で住居表示に関する法律に基づく住居表示が実施されている。
| 町名         | よみ                 | 設置年月日     | 住居表示実施年月日 | 住居表示実施直前の町名 | 備考 |
| ------------ | -------------------- | -------------- | ------------------ | --- | ---- |
| 万世町       | まんせいちょう       | 1944年2月1日   | 未実施             | |      |
| 永楽町       | えいらくちょう       | 1889年4月1日   | 未実施             | |      |
| 真金町       | まがねちょう         | 1889年4月1日   | 未実施             | |      |
| 高根町       | たかねちょう         | 1928年9月1日   | 未実施             | |      |
| 白妙町       | しろたえちょう       | 1928年9月1日   | 未実施             | |      |
| 浦舟町       | うらふねちょう       | 1928年9月1日   | 未実施             | |      |
| 中村町       | なかむらちょう       | 1901年4月1日   | 未実施             | |      |
| 唐沢         | からさわ             | 1935年7月1日   | 未実施             | |      |
| 平楽         | へいらく             | 1935年7月1日   | 未実施             | |      |
| 八幡町       | はちまんちょう       | 1935年7月1日   | 未実施             | |      |
| 山谷         | さんや               | 1935年7月1日   | 未実施             | |      |
| 堀ノ内町     | ほりのうちちょう     | 1911年4月1日   | 未実施             | |      |
| 睦町         | むつみちょう         | 1935年7月1日   | 未実施             | |      |
| 高砂町       | たかさごちょう       | 1928年9月1日   | 未実施             | |      |
| 二葉町       | ふたばちょう         | 1928年9月1日   | 未実施             | |      |
| 新川町       | しんかわちょう       | 1928年9月1日   | 未実施             | |      |
| 吉野町       | よしのちょう         | 1928年9月1日   | 未実施             | |      |
| 山王町       | さんのうちょう       | 1928年9月1日   | 未実施             | |      |
| 南吉田町     | みなみよしだちょう   | 1901年4月1日   | 未実施             | |      |
| 日枝町       | ひえちょう           | 1928年9月1日   | 未実施             | |      |
| 白金町       | しろがねちょう       | 1944年2月1日   | 未実施             | |      |
| 前里町       | まえさとちょう       | 1928年9月1日   | 未実施             | |      |
| 西中町       | にしなかちょう       | 1928年9月1日   | 未実施             | |      |
| 三春台       | みはるだい           | 1935年7月1日   | 未実施             | |      |
| 伏見町       | ふしみちょう         | 1944年2月1日   | 未実施             | |      |
| 庚台         | かのえだい           | 1935年7月1日   | 未実施             | |      |
| 清水ケ丘     | しみずがおか         | 1935年7月1日   | 未実施             | |      |
| 南太田一丁目 | みなみおおた         | 1995年10月16日 | 1995年10月16日     | 南太田町の全部および井土ケ谷下町、井土ケ谷中町、庚台、山王町、清水ケ丘、宿町、白金町、西中町、花之木町、日枝町、前里町、南吉田町の各一部 |      |
| 南太田二丁目 | みなみおおた         | 1995年10月16日 | 1995年10月16日     | 南太田町の全部および井土ケ谷下町、井土ケ谷中町、庚台、山王町、清水ケ丘、宿町、白金町、西中町、花之木町、日枝町、前里町、南吉田町の各一部 |      |
| 南太田三丁目 | みなみおおた         | 1995年10月16日 | 1995年10月16日     | 南太田町の全部および井土ケ谷下町、井土ケ谷中町、庚台、山王町、清水ケ丘、宿町、白金町、西中町、花之木町、日枝町、前里町、南吉田町の各一部 |      |
| 南太田四丁目 | みなみおおた         | 1995年10月16日 | 1995年10月16日     | 南太田町の全部および井土ケ谷下町、井土ケ谷中町、庚台、山王町、清水ケ丘、宿町、白金町、西中町、花之木町、日枝町、前里町、南吉田町の各一部 |      |
| 花之木町     | はなのきちょう       | 1928年9月1日   | 未実施             | |      |
| 宿町         | しゅくちょう         | 1928年9月1日   | 未実施             | |      |
| 宮元町       | みやもとちょう       | 1928年9月1日   | 未実施             | |      |
| 共進町       | きょうしんちょう     | 1928年9月1日   | 未実施             | |      |
| 東蒔田町     | ひがしまいたまち     | 1935年7月1日   | 未実施             | |      |
| 榎町         | えのきちょう         | 1928年9月1日   | 未実施             | |      |
| 蒔田町       | まいたちょう         | 1911年4月1日   | 未実施             | |      |
| 若宮町       | わかみやちょう       | 1928年9月1日   | 未実施             | |      |
| 通町         | とおりちょう         | 1928年9月1日   | 未実施             | |      |
| 中島町       | なかじまちょう       | 1928年9月1日   | 未実施             | |      |
| 大橋町       | おおはしちょう       | 1928年9月1日   | 未実施             | |      |
| 弘明寺町     | ぐみょうじちょう     | 1911年4月1日   | 未実施             | |      |
| 井土ケ谷下町 | いどがやしもまち     | 1936年11月1日  | 未実施             | |      |
| 井土ケ谷中町 | いどがやなかまち     | 1936年11月1日  | 未実施             | |      |
| 井土ケ谷上町 | いどがやかみまち     | 1936年11月1日  | 1976年7月26日      | 井土ケ谷上町、井土ケ谷中町、弘明寺町、永田町の各一部                                                                                     |      |
| 六ツ川一丁目 | むつかわ             | 1967年1月15日  | 未実施             | |      |
| 六ツ川二丁目 | むつかわ             | 1967年1月15日  | 未実施             | |      |
| 六ツ川三丁目 | むつかわ             | 1967年1月15日  | 未実施             | |      |
| 六ツ川四丁目 | むつかわ             | 1969年10月1日  | 未実施             | |      |
| 中里町       | なかざとちょう       | 1927年4月1日   | 未実施             | |      |
| 中里一丁目   | なかざと             | 1975年7月28日  | 1975年7月28日      | 中里町、弘明寺町、別所町、六ツ川1、港南区最戸町の各一部                                                                                  |      |
| 中里二丁目   | なかざと             | 1975年7月28日  | 1975年7月28日      | 中里町、弘明寺町、別所町、六ツ川1、港南区最戸町の各一部                                                                                  |      |
| 中里三丁目   | なかざと             | 1975年7月28日  | 1975年7月28日      | 中里町、弘明寺町、別所町、六ツ川1、港南区最戸町の各一部                                                                                  |      |
| 中里四丁目   | なかざと             | 1975年7月28日  | 1975年7月28日      | 中里町、弘明寺町、別所町、六ツ川1、港南区最戸町の各一部                                                                                  |      |
| 大岡一丁目   | おおおか             | 1969年6月1日   | 1969年6月1日       | 大岡町、蒔田町、磯子区岡村町の各一部 |      |
| 大岡二丁目   | おおおか             | 1969年6月1日   | 1969年6月1日       | 大岡町、蒔田町、磯子区岡村町の各一部 |      |
| 大岡三丁目   | おおおか             | 1969年6月1日   | 1969年6月1日       | 大岡町、蒔田町、磯子区岡村町の各一部 |      |
| 大岡四丁目   | おおおか             | 1974年2月18日  | 1974年2月18日      | 大岡町、蒔田町、磯子区岡村町の各一部 |      |
| 大岡五丁目   | おおおか             | 1974年2月18日  | 1974年2月18日      | 大岡町、蒔田町、磯子区岡村町の各一部 |      |
| 別所一丁目   | べっしょ             | 1975年7月28日  | 1975年7月28日      | 別所町、中里町、港南区最戸町の各一部 |      |
| 別所二丁目   | べっしょ             | 1975年7月28日  | 1975年7月28日      | 別所町、中里町、港南区最戸町の各一部 |      |
| 別所三丁目   | べっしょ             | 1975年7月28日  | 1975年7月28日      | 別所町、中里町、港南区最戸町の各一部 |      |
| 別所四丁目   | べっしょ             | 1975年7月28日  | 1975年7月28日      | 別所町、中里町、港南区最戸町の各一部 |      |
| 別所五丁目   | べっしょ             | 1983年8月8日   | 1983年8月8日       | 別所町の全部及び六ツ川2の一部 |      |
| 別所六丁目   | べっしょ             | 1983年8月8日   | 1983年8月8日       | 別所町の全部及び六ツ川2の一部 |      |
| 別所七丁目   | べっしょ             | 1983年8月8日   | 1983年8月8日       | 別所町の全部及び六ツ川2の一部 |      |
| 別所中里台   | べっしょなかざとだい | 1975年7月28日  | 1975年7月28日      | 中里町、別所町の各一部 |      |
| 永田東一丁目 | ながたひがし         | 1979年7月23日  | 1979年7月23日      | 永田町、井土ケ谷中町の各一部 |      |
| 永田東二丁目 | ながたひがし         | 1979年7月23日  | 1979年7月23日      | 永田町、井土ケ谷中町の各一部 |      |
| 永田東三丁目 | ながたひがし         | 1981年7月13日  | 1981年7月13日      | 永田町、南太田町の各一部 |      |
| 永田南一丁目 | ながたみなみ         | 1979年7月23日  | 1979年7月23日      | 永田町、六ツ川1の各一部 |      |
| 永田南二丁目 | ながたみなみ         | 1979年7月23日  | 1979年7月23日      | 永田町、六ツ川1の各一部 |      |
| 永田山王台   | ながたさんのうだい   | 1979年7月23日  | 1979年7月23日      | 永田町、六ツ川1の各一部 |      |
| 永田北一丁目 | ながたきた           | 1981年7月13日  | 1981年7月13日      | 永田町、保土ケ谷区瀬戸ケ谷町の各一部 |      |
| 永田北二丁目 | ながたきた           | 1981年7月13日  | 1981年7月13日      | 永田町、保土ケ谷区瀬戸ケ谷町の各一部 |      |
| 永田北三丁目 | ながたきた           | 1981年7月13日  | 1981年7月13日      | 永田町、保土ケ谷区瀬戸ケ谷町の各一部 |      |
| 永田台       | ながただい           | 1981年7月13日  | 1981年7月13日      | 永田町、六ツ川3の各一部 |      |
| 永田みなみ台 | ながたみなみだい     | 1981年7月13日  | 1981年7月13日      | 永田町の一部 |      |

## 施設

### 消防署・警察署・郵便局・福祉など
- 横浜市南消防署（浦舟町・南区総合庁舎内）

  - 大岡消防出張所
  - 六ツ川消防出張所
  - 蒔田消防出張所
- 神奈川県南警察署（大岡）

  - 通町交番
  - 東蒔田町交番
  - 中村橋交番
  - 浦舟町交番
  - 八幡町交番
  - 吉野町交番
  - 久保山交番
  - 南太田交番
  - 大岡町交番
  - 井土ケ谷交番
  - 永田交番
  - 六ツ川交番
  - 別所町交番
  - 大池交番
- 横浜南郵便局（井土ケ谷上町）

  - 横浜浦舟郵便局
  - 横浜大岡郵便局
  - 横浜弘明寺郵便局
  - 横浜宿町郵便局
  - 横浜中島郵便局
  - 横浜中村橋郵便局
  - 横浜永田郵便局
  - 横浜南太田郵便局
  - 横浜南永田郵便局
  - 横浜六ッ川一郵便局
  - 横浜六ッ川郵便局
  - 横浜吉野町郵便局

- 神奈川県警察中村町分庁舎（中村町）
- 神奈川県自動車税管理事務所（弘明寺町）
- 横浜南年金事務所（宿町）
- 資源循環局南事務所（睦町）
- 南区社会福祉協議会（浦舟町）
- シルバー人材センター南事務所（睦町）
- 横浜市南土木事務所（浦舟町・総合庁舎内）
- 神奈川県結核予防会中央健康相談所 (中村町)
- 横浜市立大学附属市民総合医療センター（浦舟町）
- 神奈川県立こども医療センター（六ツ川）
- 横浜市中央児童相談所（浦舟町）

#### 文化施設
- 横浜市南図書館（弘明寺町）
- 横浜市南公会堂（浦舟町・総合庁舎内）
- 横浜市吉野町市民プラザ（吉野町）
- 男女共同参画センター横浜南（南太田）
- 横浜青年館（睦町）
- 永田みなみ台こどもログハウス（永田みなみ台）

#### スポーツ施設・プール
- 南スポーツセンター（大岡）
- 六ツ川スポーツ会館（六ツ川）
- 清水ケ丘公園体育館、プール（清水ケ丘）
- 弘明寺公園プール（弘明寺町）

#### 地区センター
- 南地区センター（南センター）（南太田）
- 大岡地区センター（大岡）
- 永田地区センター（永田台）
- 中村地区センター（中村町）

#### コミュニティハウス
- 永田台コミュニティハウス
- 六ツ川台コミュニティハウス
- 睦コミュニティハウス
- 浦舟コミュニティハウス
- 六ツ川一丁目コミュニティハウス
- 蒔田コミュニティハウス
- 別所コミュニティハウス

#### 地域ケアプラザ
- 大岡地域ケアプラザ
- 清水ケ丘地域ケアプラザ
- 永田地域ケアプラザ
- 六ツ川地域ケアプラザ
- 浦舟地域ケアプラザ
- 睦地域ケアプラザ
- 中村地域ケアプラザ

## 行政
区長
- 早渕直樹（ - 2005年3月31日）
- 渡辺興三（2005年4月1日 - 2007年3月31日）
- 森田信英（2007年4月1日 - 2010年3月31日）
- 青井恒夫（2010年4月1日 - 2012年3月31日）
- 山口隆史（2012年4月1日 - 2014年3月31日）
- 中島泰雄（2014年4月1日 - 2016年3月31日）
- 大木節裕（2016年4月1日 - 2019年3月31日）
- 松山弘子（2019年4月1日 - 2022年4月30日）
- 鈴木健一（2022年5月1日 - 2023年3月31日）
- 高澤和義（2023年4月1日 - ）

区総合庁舎
- 1973年に総合庁舎（区役所、公会堂、消防署）が花之木町に竣工。
- 2016年2月に総合庁舎（区役所、公会堂、消防署および、土木事務所）を横浜市立大学医学部浦舟校舎跡地（浦舟町2丁目33番）へ移転した[3]。

## 教育

### 大学
- 放送大学神奈川学習センター
- 横浜国立大学 大岡インターナショナルレジデンス

### 専門学校
- 横浜テクノオート専門学校
- 国際整体療術学院

### 高等学校
- 神奈川県立横浜清陵高等学校
- 神奈川県立横浜国際高等学校
- 横浜市立横浜商業高等学校
- 横浜市立横浜総合高等学校
- 青山学院横浜英和高等学校
- 関東学院高等学校

### 中学校
- 横浜市立共進中学校
- 横浜市立平楽中学校
- 横浜市立蒔田中学校
- 横浜市立南中学校
- 横浜市立南が丘中学校
- 横浜市立永田中学校
- 横浜市立六ツ川中学校
- 横浜市立藤の木中学校
- 横浜国立大学教育学部附属横浜中学校
- 青山学院横浜英和中学校
- 関東学院中学校

### 小学校
- 横浜市立石川小学校
- 横浜市立太田小学校
- 横浜市立藤の木小学校
- 横浜市立六つ川小学校
- 横浜市立六つ川台小学校
- 横浜市立六つ川西小学校
- 横浜市立蒔田小学校
- 横浜市立南小学校
- 横浜市立日枝小学校
- 横浜市立南太田小学校
- 横浜市立井土ケ谷小学校
- 横浜市立永田小学校
- 横浜市立永田台小学校
- 横浜市立中村小学校
- 横浜市立別所小学校
- 横浜市立南吉田小学校
- 横浜市立大岡小学校
- 青山学院横浜英和小学校
- 関東学院小学校

### 特別支援学校
- 横浜市立中村特別支援学校
- 横浜国立大学教育学部附属特別支援学校
- 神奈川県立横浜南支援学校
- 横浜市立浦舟特別支援学校
  - 横浜市立大学附属市民総合医療センター 院内学級

### その他
- 神奈川ドライビングスクール

## 名所・スポット

### 公園・自然
- 横浜市こども植物園 - 約80種類のバラを揃えたバラ園をはじめ、薬草園、くだもの園、自然観察林など約2000種の植物がある
- 横浜市環境活動支援センター - 展示温室にはバナナ、ブーゲンビリアなどの花木があり、ハーブガーテンもある
- 清水ケ丘公園 - 見晴らし台にあるエノキ（通称ゆずの木）が有名。体育館や屋内プールがある
- 大岡川プロムナード - 桜の名所。南区内の大岡川沿いには約500本の桜がある。桜の時期は夜になるとぼんぼりが灯される
- 弘明寺公園 - 展望台、南図書館、屋外プールがある

### 寺社
- 弘明寺 - 横浜市最古の寺とされ、平安時代作の十一面観音像（国の重要文化財）を安置する
- 金刀比羅・大鷲神社 - 11月に縁起物の熊手を売る露店がずらりと並ぶ「酉の市」が行われる
- 日枝神社 - 9月に大神輿が氏子町内を巡行する「お三の宮秋祭り」が行われる
- 宝生寺・弘誓院 - 寺林は自然のままの常緑広葉樹林で、神奈川県指定天然記念物である

### 史跡
- 井土ヶ谷事件の跡 - 攘夷派の浪士によるフランス士官殺傷事件の跡地（井土ケ谷下町32-1）
- 石鹸工場発祥の地（万世町2丁目）
- 吉田新田 - 江戸時代前期に大岡川と中村川との間に囲まれた区域に開墾された新田。日枝神社は吉田新田の総鎮守。
- 吉良氏の供養塔　（勝国寺内）
- 大原隧道 - 全国的に珍しい水道幹線路と公道併用のトンネル

### 劇場・展示施設
- 三吉演芸場 - 大衆演劇主体の劇場であるが、落語の番組も組まれている
- 神奈川県埋蔵文化財センター

## 交通

### 鉄道路線
京浜急行電鉄（京急）
 本線
- - 黄金町駅 - 南太田駅 - 井土ヶ谷駅 - 弘明寺駅 -

横浜市営地下鉄
 ブルーライン
- - 吉野町駅 - 蒔田駅 - 弘明寺駅 -

※港南区にあるブルーライン・京急線の上大岡駅、保土ケ谷区にあるJR横須賀線の保土ケ谷駅を最寄とする南区民も多い。

### バス
- 横浜市交通局（横浜市営バス）
- 神奈川中央交通
- 京浜急行バス
- 江ノ電バス
- 相鉄バス

### 道路
高速道路
首都高速神奈川3号狩場線
- - 阪東橋出入口 - 花之木出入口 - 永田出入口 -

E16 横浜横須賀道路（国道16号バイパス）
- - 六ッ川料金所 - 別所IC -

一般国道
- 国道1号
- 国道16号

主要県道
- 神奈川県道21号横浜鎌倉線

一般県道
- 神奈川県道218号弥生台桜木町線

## 出身有名人
- 山本小鉄（元プロレスラー）
- 桂歌丸（落語家）
- 桂米丸（落語家）
- 斉藤由貴（俳優・歌手）
- 浅野忠信（俳優）
- 2代目大江美智子（女優）
- 中村優一（俳優）
- あべこうじ（お笑い芸人）
- 宜保愛子（霊能者）
- 神谷明（声優）
- 子安武人（声優）
- 鈴木隆（横浜市副市長）
- 斉藤秀光（元プロ野球選手）
- 高橋光信（元プロ野球選手）
- 苅部俊二（陸上選手）
- 大野和士（指揮者）
- 倉持明日香（タレント、元AKB48）
- 野田クリスタル（お笑い芸人、マヂカルラブリー）